# この壁を壊しなさい!
「この壁を壊しなさい！」（このかべをこわしなさい、英語: Tear down this wall!）とは、アメリカ合衆国大統領ロナルド・レーガンが1987年6月12日にブランデンブルク門において行われたベルリン750周年記念式典のスピーチで発した言葉である。
この言葉は、ソビエト連邦のミハイル・ゴルバチョフ書記長に向けて発せられ、ベルリンの壁を壊すように要求している。ゴルバチョフはグラスノスチとペレストロイカ政策を推進しており、東側諸国の自由を拡大する方針であり、その方針を象徴する行為として壁を壊すようにレーガンは呼びかけた。
レーガンの演説のうち、最も有名なものであるが、草稿が起草された時点では、このフレーズはソ連を刺激すると見られており、演説からの削除も検討された。この演説の2年後に、ベルリンの壁は崩壊するが、ベルリンの壁崩壊との関係については論者の間で意見が分かれている。

## 背景
第二次世界大戦後、ドイツはアメリカ・イギリス・フランス・ソ連により占領統治された。ドイツの非ナチ化、産業の民主化そして復興支援を行っていたアメリカは、ドイツを脅威ととらえ弱体化を狙うフランス・ソ連とは対立をしていた。1940年代後半には以前から存在したソ連に対する警戒感が一層強くなり、特に1948年のチェコスロバキアにおける共産主義政権樹立は、ソ連の勢力拡大に対する危機感を一気に広めることとなった。ベルリン西側地区の合同に消極的であったフランスも、これを契機に方針を改めることとなり、1949年9月にドイツ連邦共和国（西ドイツ）が建国された。翌10月にはそれに応じてドイツ民主共和国（東ドイツ）の建国が宣言された。1961年には東ベルリンから西ベルリンへの市民流出が急増し、東ドイツはこれに対処するためベルリンの壁を建造した。ベルリンの壁は東西分断、冷戦の象徴とみなされるようになった。
第40代アメリカ合衆国大統領、ロナルド・レーガンは「強いアメリカの復活」を志向し、ソ連を「悪の帝国」と呼んだ。デタントは終焉し、第二次冷戦期が始まった。レーガン政権は軍備拡張と対ソ強硬路線を推し進めていった。一方、冷戦構造による軍備拡張のための経済的負担は大きく、特にソ連は軍縮および対西側諸国との関係改善を模索していた。1985年にはミハイル・ゴルバチョフが書記長に就任し、ペレストロイカ、グラスノスチといった自由主義を一部取り入れた改革を行っていった。また、対外的には新思考外交を打ち出し、国際環境の改善をもくろんでいた。ソ連は中距離核戦力（INF）の一方的な配備凍結と、核実験の停止を発表するなど平和攻勢を仕掛け、これは1985年11月に行われた7年ぶりの米ソ首脳会談へと結実した。財政赤字（双子の赤字）による軍拡への批判も多かったレーガン政権は、強硬路線から平和追求路線へと大きく方針を変更していった。
1987年、イタリアのヴェネツィアで行われたG7サミット（先進国首脳会議）に出席した後、レーガンはベルリンを訪れた。レーガンが訪問する前日、5万人の人間が米大統領の訪問に抗議運動を行った。訪問当日にはこれらのデモ隊は排除され、特にクロイツベルク地区の左派は標的とされ、ベルリン地下鉄1号線が閉鎖されるなど、徹底的に排除された。
「この壁を壊しなさい」という有名なフレーズは、スピーチの起草時には、この言葉を含めるかどうかスタッフ内でも大きな論争となった。東西の緊張を高める、ないしはレーガンと良い関係を築いてきたゴルバチョフを困惑させる可能性があり、関係を台無しにしてしまうかもしれないとして、このフレーズをスピーチに含めることに反対するものもいた。一方、スピーチライターのピーター・ロビンソンは西ドイツで調査を行い、西ベルリンの住民の多くは壁に反対しているとの感触を得ていた。スピーチ中、レーガンが壁の破壊を要求することについて、ほとんど支持は得られていなかったが、ロビンソンはこのフレーズを残すことに決めた。1987年5月18日、レーガンは演説内容についてスピーチライターたちとミーティングを行い「すばらしい草案だ（I thought it was a good, solid draft.）」と述べた。大統領首席補佐官のハワード・ベーカーは大統領のスピーチとしてひどく不適当だと述べ、国家安全保障担当大統領補佐官のコリン・パウエルもそれに同意した。最終決定はベルリンに向かう直前にレーガンによって下された。レーガンはこの文案を気に入り、「このままにしておこう（I think we'll leave it in.）」と述べた。
このフレーズの起源についても異なる説がある。チーフ・スピーチライターであったアンソニー・R・ドランの証言では、これは元々レーガンが起草した文章であるという。ウォール・ストリート・ジャーナルの2009年11月号に掲載された記事ではロビンソンが起草する以前、大統領執務室で行われたミーティング中にレーガン自身が思いついたと述べられている。彼は当時の自身とロビンソンの反応を鮮明に記録している。ロビンソンとドランの異なる証言については、お互いにウォール・ストリート・ジャーナル上で反論を行っている。
壁を壊すことについて発言するのは特に目新しいものではなく、実際レーガン自身がこの演説以前の1982年と1986年の2度にわたってスピーチを行っている。以前と異なるのは、ソ連の政治指導者であるゴルバチョフに壁を壊すことを要請している点である。

## スピーチ
1987年6月12日にベルリンに到着したレーガン大統領夫妻はバルコニーからベルリンの壁を見渡すことのできる国会議事堂へと移動した。レーガンは東ベルリンの狙撃者を警戒して設置された2枚の防弾ガラスの前に立ち、午後2時にブランデンブルク門でスピーチを始めた。観衆の中には西ドイツの大統領リヒャルト・フォン・ヴァイツゼッカーや西ドイツ首相ヘルムート・コール、西ベルリン市長エーベルハルト・ディープゲンもいた。レーガンは後年のインタビューにおいて、東ドイツの警察が演説を聴こうとする壁に集まる市民を追い払っていたと語っている。
スピーチでレーガンは以下のように語った。
We welcome change and openness; for we believe that freedom and security go together, that the advance of human liberty can only strengthen the cause of world peace. There is one sign the Soviets can make that would be unmistakable, that would advance dramatically the cause of freedom and peace. General Secretary Gorbachev, if you seek peace, if you seek prosperity for the Soviet Union and eastern Europe, if you seek liberalization, come here to this gate. Mr. Gorbachev, open this gate. Mr. Gorbachev, tear down this wall!
（日本語訳） 我々は変化と解放を歓迎します。なぜなら、自由と安全はともにあるものであり、人類の自由こそが世界平和へと導くものだからです。ソビエトが示せる証のうち、誤解されることもなく、自由と平和を前進させるものがあります。ゴルバチョフ書記長、平和を求めているのなら、ソ連と東欧の繁栄を求めているのなら、自由化を求めているのなら、この門に来てください。ゴルバチョフさん、この門を開けてください。ゴルバチョフさん、この壁を壊してください！
スピーチの後半でレーガンは
As I looked out a moment ago from the Reichstag, that embodiment of German unity, I noticed words crudely spray-painted upon the wall, perhaps by a young Berliner, 'This wall will fall. Beliefs become reality.' Yes, across Europe, this wall will fall. For it cannot withstand faith; it cannot withstand truth. The wall cannot withstand freedom."
（日本語訳）私は先ほど分裂前のドイツの象徴である国会議事堂において、おそらく若いベルリン市民が書いたと思われる、スプレーで書かれた壁の落書きを見つけました。「この壁は壊れるだろう。信念は現実となる。」そうです、ヨーロッパ中でこの壁はなくなります。信念に耐えることはできず、真実に耐えることもできず、この壁は自由に耐えることはできないのです。

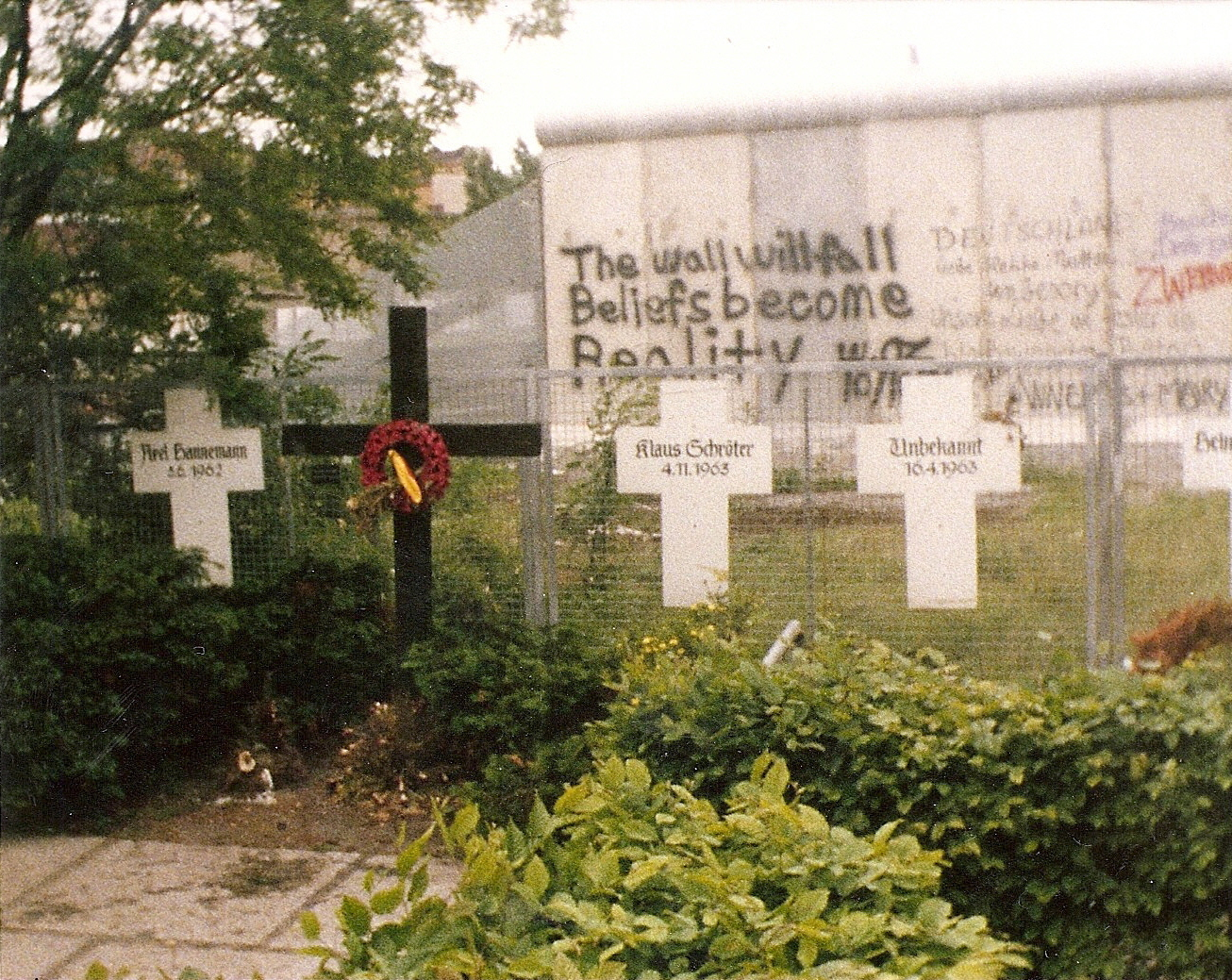
スピーチに言及したベルリンの壁

他にもソ連が配備していた中距離弾道ミサイル、SS-20を引き合いに出しながら、「軍拡を制限するだけでなく、地球上のあらゆる種類の核兵器を廃絶する可能性に初めて到達しました。（we have within reach the possibility, not merely of limiting the growth of arms, but of eliminating, for the first time, an entire class of nuclear weapons from the face of the Earth.）」と述べ、軍拡競争を止めるよう呼びかけている。

## 反応と評価

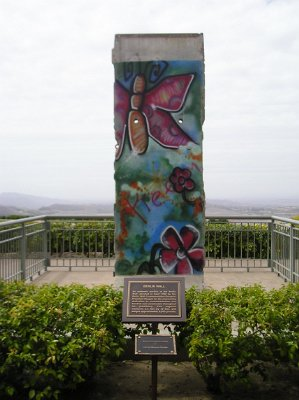
シミバレーにあるロナルド･レーガン大統領図書館に存在するベルリンの壁

レーガンの演説のうち最も人々の記憶に残るものとされているにもかかわらず、その影響についてはさまざまな意見が存在する。
タイム誌がこの演説から20年後に掲載した記事では、このスピーチは当時メディアにそれほど大きく取り上げられなかったとしている。また、ガーディアンにおいても45万人の聴衆を集めたジョン・F・ケネディの「Ich bin ein Berliner」演説と比較し、聴衆も4万5千人ほどであり扱いも小さかったと述べている。共産主義者にも大きな影響は与えず、ソビエトの通信社タス通信は「公然とした挑発であり、戦争狂のスピーチ」と批判した。歴史家たちの中には、多くのアメリカ人が信じているほど大きな影響力は無く、壁の崩壊もスピーチが直接の原因とはなっていないとするものもいる。
元西ドイツ首相のヘルムート・コールは、レーガンが傍らに立ち壁を壊す演説を行った日を決して忘れないだろうと語っている。「彼の存在は全世界、特にヨーロッパにおいて思いがけない幸運だった」と述べている。ライス大学の歴史学教授、ダグラス・ブリンクリーは、この演説を冷戦のターニングポイントと見ており、東ドイツの民主化運動を加速させたと考えている。ハーバード大学の歴史学教授であり、ベルリンの壁崩壊について著した『The Collapse』の著者、マリー・サロッテ（Mary Elise Sarotte）は、ケネディの演説とともにレーガンの演説について、壁を爆破する火薬になったのではないかと評している。スピーチを起草したロビンソンはベルリンの壁崩壊時には政府の職員ではなく、崩壊の様子もテレビで眺めていた。テレビではレーガンの演説も映像として流されており、ロビンソンは自身の記した言葉が思っていた以上に大きなものだったと述べている。
29ヵ月後の1989年11月9日、社会的不安が強まる中、東ドイツはついに国境を開放しベルリンの壁に殺到した市民は壁を打ち壊した（ベルリンの壁崩壊）。その後に続く東欧の社会主義国家崩壊とソ連の崩壊とともに、ベルリンの壁の崩壊は歴史の大きな転換点として知られている。1990年9月レーガンはベルリンを再訪し、形だけではあったがベルリンの壁にハンマーを振るった。レーガンが冷戦終結・軍縮に果たした役割を非常に大きく見るものも多く、マーガレット・サッチャーを始めとしてレーガンは大勢から賞賛を受けている。他方、ゴルバチョフを冷戦終結の立役者と見るものも多く、たまたま大統領であったレーガンは幸運を得たに過ぎないと見るものもおり、レーガン当人もゴルバチョフを貢献第一と見なしている。

## 派生
2013年にはベルリンの壁の歴史的意義、文化的価値を理由に、壁の撤去に反対する「この壁を壊すな！」という抗議デモが行われた。
2022年3月17日、ドイツ連邦議会でオンライン形式の演説を行ったウクライナのウォロディミル・ゼレンスキー大統領は、ロシアのウクライナ侵攻を自由と束縛を隔てる壁に例え、オラフ・ショルツ首相に「この壁を壊しなさい」と訴えた。

### 註釈
1. ↑  国会議事堂は1933年に火災に遭い、東西分裂後は使用されていなかった。
2. ↑  ここでの「壁」は象徴としての壁であり、東欧（東側諸国）において自由が打ち勝つことを意味する[20]。